# Rhachoepalpus quatuornotatus
Rhachoepalpus quatuornotatus là một loài ruồi trong họ Tachinidae.